# Ernesto Condeixa
Pour les articles homonymes, voir Condeixa.
 (mai 2025).
La mise en forme du texte ne suit pas les recommandations de Wikipédia : il faut le « wikifier ».
Les points d'amélioration suivants sont les cas les plus fréquents. Le détail des points à revoir est peut-être précisé sur la page de discussion.
- Les titres sont pré-formatés par le logiciel. Ils ne sont ni en capitales, ni en gras.
- Le texte ne doit pas être écrit en capitales (les noms de famille non plus), ni en gras, ni en italique, ni en « petit »…
- Le gras n'est utilisé que pour surligner le titre de l'article dans l'introduction, une seule fois.
- L'italique est rarement utilisé : mots en langue étrangère, titres d'œuvres, noms de bateaux, etc.
- Les citations ne sont pas en italique mais en corps de texte normal. Elles sont entourées par des guillemets français : « et ».
- Les listes à puces sont à éviter, des paragraphes rédigés étant largement préférés. Les tableaux sont à réserver à la présentation de données structurées (résultats, etc.).
- Les appels de note de bas de page (petits chiffres en exposant, introduits par l'outil «  Source ») sont à placer entre la fin de phrase et le point final[comme ça].
- Les liens internes (vers d'autres articles de Wikipédia) sont à choisir avec parcimonie. Créez des liens vers des articles approfondissant le sujet. Les termes génériques sans rapport avec le sujet sont à éviter, ainsi que les répétitions de liens vers un même terme.
- Les liens externes sont à placer uniquement dans une section « Liens externes », à la fin de l'article. Ces liens sont à choisir avec parcimonie suivant les règles définies. Si un lien sert de source à l'article, son insertion dans le texte est à faire par les notes de bas de page.
- La présentation des références doit suivre les conventions bibliographiques. Il est recommandé d'utiliser les modèles {{Ouvrage}}, {{Chapitre}}, {{Article}}, {{Lien web}} et/ou {{Bibliographie}}. Le mode d'édition visuel peut mettre en forme automatiquement les références.
- Insérer une infobox (cadre d'informations à droite) n'est pas obligatoire pour parachever la mise en page.

Pour une aide détaillée, merci de consulter Aide:Wikification.
Si vous pensez que ces points ont été résolus, vous pouvez retirer ce bandeau et améliorer la mise en forme d'un autre article.
Ernesto Ferreira Condeixa,  né le 20 février 1858 à Encarnação et mort le 1er août 1933 à São José, est un peintre portugais auteur de peintures historiques et de portraits.

## Biographie

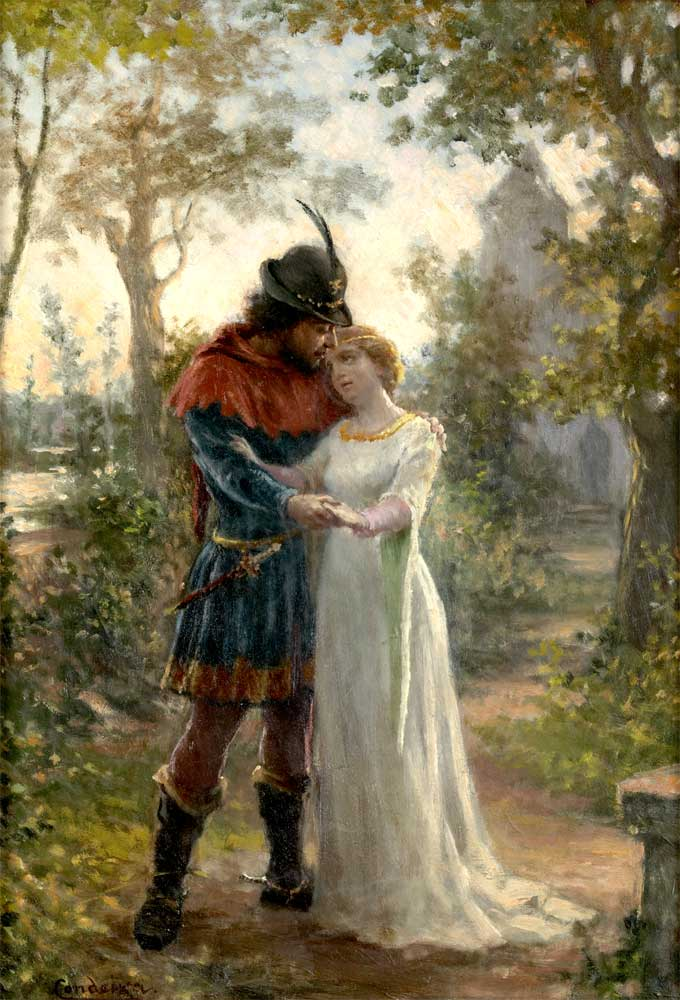
Pedro et Inês, par Ernesto Condeixa (Ancien Palais de la Poste).

Ernesto Ferreira Condeixa, fils d’António Ferreira Condeixa, originaire de Carcavelos, et de son épouse, Cândida do Rosário de Matos, née à Lisbonne, est né dans la paroisse de l'Encarnação, à Lisbonne, dans la Rua do Moinho de Vento, le 20 février 1858.
Peintre naturaliste, il a suivi sa formation artistique à l’Académie Royale des Beaux-Arts de Lisbonne, où il fut élève de Miguel Ângelo Lupi. En 1880, il remporta un concours pour une bourse d’études à Paris, battant ainsi Columbano Bordalo Pinheiro, et fréquenta l’atelier d’Alexandre Cabanel.

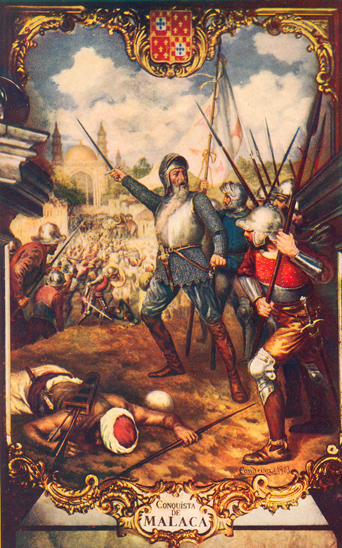
Conquête de Malacca (1903), par Ernesto Condeixa (Musée militaire de Lisbonne).

Il se consacra principalement à la peinture historique, comme en témoigne son œuvre dramatique D. João II devant le cadavre de son fils, exposée au Salon de Paris en 1886, qui lui valut une certaine reconnaissance, ainsi que Le Baiser de main à D. Leonor Teles, présenté en 1896. Ces œuvres font partie d’un ensemble de peintures historiques comprenant Le roi D. Fernando et l’infant D. Dinis (1896), Réception faite par le Samorin à Vasco de Gama (1899), La Conquête de Malacca (1903), Vasco de Gama au cap des Tempêtes (1905) et Adamastor (1905) Il s’est également illustré comme portraitiste, notamment avec son Autoportrait (1887), et comme paysagiste sensible, influencé par l’École de Barbizon. En tant que peintre de scènes de la vie populaire, il adopta un style plus académique, comme dans En route vers la fontaine (1894). Il réalisa en outre des décors pour diverses salles du Musée Militaire de Lisbonne, du Palais Royal de Buçaco et du Palais de Santana aux Açores, où il exécuta une œuvre picturale d’envergure, notamment de grandes toiles pour le hall et les escaliers principaux, ayant pour thème central la visite du roi D. Carlos Ier de Portugal et de la reine D. Amélia d’Orléans dans la ville. Il reçut la première médaille à l'exposition de la Société Nationale des Beaux-Arts et la deuxième médaille à l'Exposition Universelle de San Francisco (États-Unis), ainsi qu’à la Société Promotrice des Beaux-Arts (1887), à la Société Industrielle de Lisbonne et au Grémio Artístico, menant une carrière relativement discrète entre deux générations de peintres naturalistes.
Il a été membre du Conseil d'Art et d'Archéologie et professeur et directeur de l'École des Beaux-Arts de Lisbonne. On trouve quelques-unes de ses collaborations artistiques dans l'hebdomadaire Branco e Negro  (1896-1898).
Il était époux de Rodolphine-Julie-Émilie Bresdin (1862–1929), Française, originaire de Fronsac. Il est décédé le 1ᵉʳ août 1933, à l’âge de 75 ans, à Lisbonne, dans la paroisse de São José, à son domicile situé au 19 de la Travessa da Glória (deuxième étage, à droite), la cause du décès étant enregistrée comme sénilité. Il repose dans un caveau du cimetière des Prazeres, à Lisbonne.